# Cosina annulata
Cosina annulata är en insektsart som först beskrevs av Peter Esben-Petersen 1915. 
Cosina annulata ingår i släktet Cosina och familjen myrlejonsländor. Inga underarter finns listade i Catalogue of Life.